# Conflicto lingüístico valenciano
Conflicto lingüístico valenciano es el término propuesto por el sociólogo valenciano Rafael L. Ninyoles para definir el proceso de sustitución lingüística que se ha desarrollado, sobre todo a lo largo del siglo XX, en el territorio del antiguo Reino de Valencia (en la actualidad Comunidad Valenciana, aunque Ninyoles utiliza el término País Valenciano). La lengua propia (el valenciano) se ha ido convirtiendo en una lengua minorizada como resultado del proceso de imposición del castellano creándose una situación de diglosia (una lengua A, el castellano, considerada como la lengua pública y de cultura, y una lengua B, el valenciano, relegada al ámbito doméstico y familiar), enmascarada bajo el término bilingüismo, que parte de la idea de que el conflicto lingüístico no existe, es decir, de que las dos lenguas usadas en la actual Comunidad Valenciana «conviven» en igualdad de condiciones. Según Ninyoles, el uso del término bilingüismo «responde muy claramente al propósito de dar un sentido absoluto y definitivo al proceso de castellanización de nuestra sociedad», legitimando «toda capitulación del idioma propio». 
Durante la Transición (1975-1982) creció un movimiento secesionista (dentro del llamado «blaverismo») que defendía que la «llengua valenciana» era diferente del catalán, poniendo así en cuestión la unidad de la lengua hablada por valencianos, catalanes y baleares, un hecho admitido sin problemas desde la Renaixença. Según Ninyoles, esta falsa oposición valenciano/catalán constituyó un intento de los estratos sociales superiores castellanizados de «desviar» el sentido del verdadero conflicto lingüístico interno (valenciano/castellano) y de «diluirlo» fabricando una oposición «externa». En 2021 el filólogo e historiador Josep Daniel Climent hizo balance del impacto del movimiento secesionista y señaló que «al retardar más de lo necesario el proceso de normalización y dignificación lingüística que desde hace años reclama el pueblo valenciano», ha contribuido a la «aceleración del proceso de castellanización fácilmente constatable por la pérdida de miles de hablantes del valenciano en los últimos años». «En la actualidad, la constitución de la Acadèmia Valenciana de la Llengua, con la aceptación explícita de la normativa aprobada en 1932 y con la integración de diversos miembros de la Real Academia de Cultura Valenciana, ha cuestionado de una forma clara y rotunda todo este movimiento secesionista, cada vez más aislado y minoritario», añadió Climent.

## Historia

### SiglosXVI,XVIIyXVIII
El proceso de castellanización comenzó en el siglo XVI tras la integración del Reino de Valencia, y del conjunto de la Corona de Aragón, en la Monarquía Hispánica, constituyendo el «primer acto» del conflicto lingüístico valenciano. La aristocracia y el alto clero adoptaron el castellano como la lengua de cultura, para de esa forma reforzar su posición dirigente y de privilegio distanciándose del resto de la población que mantuvo la lengua propia.  Así lo explicaba el notario Marc Antoni Ortí en 1640: 

Si en algún tiempo —y no tan antiguo que yo no lo haya alcanzado— solía hacerse gran estimación de la lengua valenciana, que cuando en las juntas de la ciudad, estamentos y otras comunidades, alguno de los valencianos se encontraba en ellas se ponía a hablar en castellano, todos los demás se enfurecían contra él diciéndole que hablara en su lengua. Es ahora tan al revés, que casi en todas las juntas se habla en castellano. Y todavía ha llegado esta costumbre a introducirse tan estrechamente, que no solo se hace particular estudio en procurar saber la lengua castellana sino también en olvidar la valenciana, por la mucha abundancia que hay de sujetos a los que parece que toda su autoridad consiste en hablar en castellano.

El proceso de castellanización de la nobleza valenciana se consumó a finales del siglo XVI. La Universidad de Gandía y el Colegio de San Pablo, fundados por los jesuitas a mediados de siglo, implantaron el castellano en la educación de este estamento, y los núcleos intelectuales dominantes, organizados en diversas «Academias» (como la de los Nocturnos o la de los Adoradores), excluirán el valenciano. Al mismo tiempo los altos cargos de la jerarquía eclesiástica serán sistemáticamente ocupados por personas de fuera del reino, entre las que destacó Juan de Ribera, arzobispo de Valencia y virrey. El proceso de castellanización en «dirección horizontal y selectiva» («una escisión lingüista a lo largo de las líneas de clase: el castellano será usado por las clases superiores —nobleza y alto clero— , mientras que el catalán permanecerá adscrito al estamento popular») continuó durante los siglos XVII y XVIII —que junto con el XVI constituyen los tres siglos de la «Decadencia»— agudizado por la expulsión de los moriscos (1609) y sobre todo por la aplicación del Decreto de Nueva Planta (1707), que supuso «la instauración oficial del castellano en la actividad burocrática y administrativa —último reducto público de la lengua del país—», de ahí que la Ilustración valenciana se desarrollara en castellano (muy pocos escritores, entre los que destacó Carles Ros Hebrera, reaccionaron contra el proceso de castellanización literario).

### Segunda mitad delsigloXIXy primera mitad delsigloXX
El «segundo acto» del conflicto lingüístico, según Ninyoles, abarca la segunda mitad del siglo XIX y la primera mitad del XX, periodo durante el cual el proceso de castellanización —que en la etapa anterior había alcanzado de hecho proporciones reducidas a pesar de las presiones a favor del uso del castellano y sólo un sector muy limitado de la población había llegado a castellanizarse totalmente— se extiende a las clases medias urbanas, aunque solo parcialmente (tomando así el proceso de castellanización una «dirección descendente espontánea», siguiendo la terminología de Ninyoles). Las clases medias urbanas, especialmente las de la ciudad de Valencia, adoptaron el castellano en un proceso de «imitación» de las pautas lingüísticas de la clase superior —ahora constituida por la burguesía agraria castellanizada— , y cuyo objetivo último era acortar la distancia (imaginariamente) que les separaba de ella. «El catalán será abandonado porque es el símbolo de un status que hay que «superar»… El castellano confiere un status dentro de la jerarquía social de prestigio. Y elevarse, dentro de la escala económica, parecer requerir la adopción de un idioma “elevado”», afirma Ninyoles. Así «lo que caracteriza esta etapa es el hecho de que movilidad social y cambio lingüístico se convierten en fenómenos conexos» y «el idioma llega a constituir así un elemento de distinción de clase, o más exactamente, un status symbol», añade Ninyoles.
Puede resultar paradójico que al inicio de este periodo se desarrollara la Renaixença valenciana, pero según Ninyoles, no existe ninguna contradicción ya que «cuando la Intelligentsia renaixentista  —surgida básicamente de las clases propietarias rurales— restauraba el catalán como vehículo de expresión culta, estaba muy lejos de pretender una normalización lingüística del país. Es notable, en este sentido, que la élite intelectual de la restauración formase parte de unas clases que acababan precisamente de castellanizarse».

### Segunda mitad delsigloXX
El «tercer acto» del conflicto lingüístico, caracterizado por la «difusión coactiva» del castellano, se sitúa en la segunda mitad del siglo XX, que es el momento en que Ninyoles publica su obra (la primera edición es de 1969 y la segunda, en la que no introduce ningún cambio por no considerarlo necesario, es de 1978). En este periodo la castellanización se generaliza en el conjunto de la sociedad al producirse «el efecto nivelador de los mass media  y la exclusión más estricta del catalán de la esfera pública —prensa, radio, televisión, enseñanza, actividad religiosa, etc.—». A diferencia de la etapa anterior, «el cambio de lengua se ha independizado de la movilidad social —que lo habría frenado— y ha desbordado todos los límites, gracias a los mass media».
Ninyoles señaló que uno de los procesos que impulsaban en la sociedad valenciana el cambio de idioma, sobre todo entre las clases medias urbanas (que podían ver el idioma propio como un lastre para su ascenso social), era el sentimiento de autoodio (self-hatred), es decir, «el antagonismo y la intolerancia hacia el grupo de origen» como resultado de «la identificación con los intereses culturales de los grupos dirigentes», lo que «impulsa al individuo a repudiar aquellas características culturales y sociales —lengua, costumbres, etc.— del grupo al que pertenece». «Cuando una comunidad lingüística es objeto de discriminación, sus miembros pueden generalmente adoptar el idioma dominante y abandonar el propio. Pero su conducta no suele ser simplemente pasiva, porque el abandono del grupo lingüístico de origen a menudo comporta el sentimiento de hostilidad contra aquellos que continúan integrados… El resultado es una postura desafiante, cínica y agresiva… Los valencianos “finos” [fins] menosprecian a los valencianos “bajos” [baixos]».

#### El «intento secesionista»
En este contexto de «difusión coactiva» del castellano ligada al sentimiento de autoodio es en el que se ha producido lo que Ninyoles denomina el «intento secesionista», es decir, la negación de la unidad de la lengua hablada por catalanes, por valencianos y por los habitantes de las Islas Baleares, unidad asumida sin problemas desde la Renaixença valenciana. Ninyoles ha destacado que «el hecho sospechoso es que las personas que más conspicuamente han proclamado la independencia de la “lengua valenciana” no han demostrado quererla bastante para molestarse en normalizarla ni de dignificarla en su uso dentro de nuestra sociedad. En efecto: los paladines más esforzados de nuestra “independencia” lingüística son demasiado a menudo miembros destacados de aquellas clases que han abandonado ostentosamente el idioma del  país… Para estas personas, el “valenciano” es —y tiene que ser eternamente— un “dialecto”, en el sentido denigratorio de la palabra. No creen —o no quieren— que sea un idioma normal. Comprendemos que si lo elevan improvisadamente a la categoría de “lengua” es tan solo a efectos defensivos: para oponerlo al catalán. Cabe suponer que, si este “catalán” no existiera, el “valenciano” no merecería nunca el apelativo —puramente fútil— de “lengua”». Según Ninyoles, la falsa oposición valenciano/catalán ha constituido un intento de los estratos superiores castellanizados de «desviar» el sentido del verdadero conflicto lingüístico interno (valenciano/castellano) y de «diluirlo» fabricando una oposición «externa» (valenciano/catalán). «El efecto más espectacular de esta maniobra era que las clases dominantes del país podían presentarse como campeonas de la lengua que, de hecho, ni tan solo se dignaban a hablar», concluye Ninyoles.
El inicio del «intento secesionista» se remonta a principios de la década de 1960, con la campaña lanzada en junio de 1961 por el diario Las Provincias, entonces dirigido por José Ombuena, cuestionando la unidad lingüística entre Cataluña, Mallorca y Valencia con motivo de la conferencia pronunciada por el filólogo menorquín Francesc de Borja Moll en Lo Rat Penat sobre las actividades en Valencia del mallorquín Antoni Maria Alcover para elaborar su Diccionari català-valencià-balear. Al año siguiente, en diciembre de 1962, el político falangista y franquista Diego Sevilla Andrés iniciaba otra campaña, también desde Las Provincias, contra Joan Fuster, que acababa de publicar el ensayo Nosaltres, els valencians y la guía turística El País Valenciano, a la que posteriormente se unieron José Ombuena y el escritor Francesc Almela i Vives, a pesar de que este último había sido uno de los firmantes de las Normas de Castellón de 1932. La ofensiva contra Fuster culminó con la quema de un ninot con su efigie en las Fallas de 1963.
La campaña secesionista alcanzó su apogeo durante la Transición (1975-1982), impulsada desde diferentes ámbitos culturales y políticos opuestos a los movimientos que cuestionaban el modelo social, político, cultural y territorial impuesto por la dictadura franquista. Según Josep Daniel Climent, «es en este contexto de reivindicaciones culturales y lingüísticas cuando se produjo una reacción de los sectores sociales más conservadores de la sociedad valenciana que, ante la inminente pérdida de poder político y social, y en vista de las reivindicaciones nacionalistas, encontraron en la cuestión de la identidad regional valenciana un elemento aglutinador para contrarrestar los deseos de cambio. [...] Y dentro de esta campaña, el elemento lingüístico había de tener una importancia fundamental porque había que diferenciar lo más claramente posible la lengua hablada y escrita por los valencianos de la usada por catalanes y baleares... En este sentido, la unificación ortográfica y gramatical de las variantes territoriales de la lengua catalana se convertía en un elemento a abatir, y dentro de esta estrategia, la oposición a la normativa ortográfica y gramatical imperante en el valenciano desde 1932, las Normas de Castellón, ocupó un espacio central... en el conflicto conocido como la "Batalla de Valencia"».
Uno de los primeros en iniciar la campaña secesionista fue Miquel Adlert que entre febrero y septiembre de 1975 escribió doce artículos en el diario vespertino del Movimiento Nacional Jornada en los que renegaba de la posición que había mantenido durante toda su vida admitiendo la unidad de la lengua. En uno de ellos, titulado "Me engañaron", decía que había vivido engañado en la creencia de que el valenciano y el catalán eran la misma lengua. Dos años después, ya en plena Transición, publicaba En defensa de la personalitat valenciana. Perquè i cóm s'ha d'escriure la que se parla en la que proponía unas normas ortográficas muy diferentes a las Normas de Castellón, que eran las que habían seguido la inmensa mayoría de los escritores y publicaciones en valenciano, incluido él mismo y su amigo Xavier Casp, que también se sumó a la campaña, convirtiéndose ambos en los principales referentes del movimiento secesionista que será conocido como «blaverismo» (un movimiento «conservador y reaccionario que fomentó la crispación civil e, incluso, algunos sectores minoritarios, la violencia física», ha afirmado Josep Daniel Climent).
Una de las entidades que más apoyó y sustentó el movimiento secesionista fue Lo Rat Penat, a partir de que asumiera su presidencia Emili Beüt en 1972. Los miembros de la institución que seguían defendiendo la unidad de la lengua, como Manuel Sanchis Guarner o Joan Josep Senent, fueron expulsados. La deriva secesionista se acentuaría tras la dimisión de Beüt, a finales de 1979, siendo sustituido por Xavier Casp. Beüt dimitió por estar en desacuerdo con la aprobación por parte de la Junta General Extraordinaria de la entidad, celebrada el 24 de octubre de 1979, de las normas ortográficas elaboradas por la Sección de Lengua y Literatura de la autoproclamada Academia de Cultura Valenciana (el nuevo nombre adoptado desde enero de 1978 por el Centre de Cultura Valenciana, fundado en 1915, y que a partir de 1991 llevaría el título de Real Academia de Cultura Valenciana). La Sección estaba presidida por Carola Reig, catedrática de Lengua y Literatura Españolas en el Instituto de Enseñanza Media Luis Vives de Valencia, y por Xavier Casp y las normas eran las propuestas por Miquel Adlert en su libro En defensa de la personalitat valenciana publicado en 1977.
Para recabar el apoyo social a las Normas de la Academia de Cultura Valenciana, la entidad organizó el 7 de marzo de 1981 un acto en el Monasterio de El Puig al que asistieron unas mil personas, por lo que a partir de aquel momento las Normas de la Academia serían conocidas como las Normas de El Puig. Según Josep Daniel Climent, «desde su aprobación han sido escasos los escritores de relevancia y las instituciones que han utilizado esta normativa, un uso que se concentró especialmente durante la década de los noventa del siglo XX. Con posterioridad, la producción editorial y el uso real de las Normas del Puig ha disminuido progresivamente hasta la actualidad, que presenta un carácter más bien testimonial, a causa sobre todo de la creación y consolidación de la Acadèmia Valenciana de la Llengua».
Como balance final Josep Climent Climent ha señalado que el movimiento secesionista, «al retardar más de lo necesario el proceso de normalización y dignificación lingüística que desde hace años reclama el pueblo valenciano», ha contribuido a la «aceleración del proceso de castellanización fácilmente constatable por la pérdida de miles de hablantes del valenciano en los últimos años». «En la actualidad, la constitución de la Acadèmia Valenciana de la Llengua, con la aceptación explícita de la normativa aprobada en 1932 y con la integración de diversos miembros de la Real Academia de Cultura Valenciana, ha cuestionado de una forma clara y rotunda todo este movimiento secesionista, cada vez más aislado y minoritario», añade Climent.

## ¿Superación del conflicto?

### Estatuto de Autonomía de 1982
En junio de 1982 las Cortes Generales aprobaron el Estatuto de Autonomía de la Comunidad Valenciana (Ley Orgánica 5/1982, de 1 de julio) cuyo artículo 7 establecía la cooficilidad del valenciano y el castellano y el compromiso de otorgar «protección y respeto especiales a la recuperación del valenciano». El citado artículo decía lo siguiente: 

1. Els dos idiomes oficials de la Comunitat Autònoma són el valencià i el castellà. Tothom té dret a conéixer-Ios i a usar-los.
2. La Generalitat Valenciana garantirà I'ús normal i oficial d'ambdues llengües, i adoptarà les mesures necessàries per tal d'assegurar-ne el coneixement.
3. Ningú no podrà ser discriminat per raó de la seua llengua.
4. Hom atorgarà protecció i respecte especials a la recuperació del valencià.
5. La llei establirà els criteris d'aplicació de la llengua en l Administració i I'ensenyament.
 6. Hom delimitarà per llei els territoris en els quals pre domine I'ús d'una llengua o de I'altra, així com els que puguen ser exceptuats de I'ensenyament i de I'ús de la llengua propia de la Comunitat.
1. Los dos idiomas oficiales de la Comunidad Autónoma son el valenciano y el castellano. Todos tienen derecho a conocerlos y a usarlos.
2. La Generalidad Valenciana garantizará el uso normal y oficial de las dos lenguas y adoptará las medidas necesarias para asegurar su conocimiento.
 3. Nadie podrá ser discriminado por razón de su lengua.
4. Se otorgará especial protección y respeto a la recuperación del valenciano.
5. La Ley establecerá los criterios de aplicación de la lengua propia en la Administración y en la enseñanza.
6. Mediante Ley se determinarán los territorios en los que predomine el uso de una y otra lengua, así como los que puedan exceptuarse de la enseñanza y del uso de la lengua propia de la Comunidad.

### Ley de Uso y Enseñanza del valenciano (1983)
En noviembre de 1983 las Cortes Valencianas aprobaban la Ley de uso y enseñanza del valenciano, cuyo objetivo era superar la situación de diglosia («el fin último de la Ley es lograr, a través de la promoción del valenciano, su equiparación efectiva con el castellano y garantizar el uso normal y oficial de ambos idiomas en condiciones de igualdad, desterrando cualquier forma de discriminación lingüística»). Así se explicaba en el preámbulo de la ley:

Davant la situació diglòssica en que està immersa la major part de la nostra població, consegüent a la situació de sotmetiment del valencià mantinguda durant la història de quasi tres-cents anys, la Generalitat, com a subjecte fonamental en el procés de recuperació de la plena identitat del poble valencià, té el dret i el deure de retornar la nostra llengua a la categoria i el lloc que mereix, acabant amb la situació de deixadesa i deterioració en que es troba. La nostra irregular situació sociolingüística exigeix una actuació legal, que sense tardar acabe amb la postració i propicie l'ús i ensenyament del valencià per tal d'assolir I'equiparació total amb el castellà.
Aquesta Llei tracta de superar la relació de desigualtat que hi ha entre les dos llengües oficials de la nostra Comunitat Autònoma, i disposa les mesures pertinents per tal d'impulsar l'ús del valencià en tots els camps de la nostra societat, i especialment en l'Administració i l'ensenyament com a vehicles de recuperació. La finalitat última de la Llei és assolir, mitjançant la promoció del valencià, l'equiparació efectiva amb el castellà i garantir l'ús normal i oficial d'ambdós idiomes en condicions d'igualtat i desterrar qualsevol forma de discriminació lingüística.
Ante la situación diglósica en que se encuentra la mayor parte de nuestra población, consiguiente a la situación de sojuzgamiento del valenciano mantenida durante la historia de casi trescientos años, la Generalitat, como sujeto fundamental en el proceso de recuperación de la plena identidad del pueblo valenciano, tiene el derecho y el deber de devolver a nuestra lengua el rango y lugar que merece, acabando con la situación de abandono y deterioro en que se encuentra. Nuestra irregular situación sociolingüística exije una actuación legal, que, sin más demora, ponga fin a esta postración, y propiciando la utilización y enseñanza del valenciano, logre su total equiparación con el castellano.
 La presente Ley trata de superar la relación de desigualdad existente entre las dos lenguas oficiales de nuestra Comunidad Autónoma, disponiendo para ello las medidas pertinentes para impulsar el uso del valenciano en todas las esferas de nuestra sociedad, y en especial en la Administración, y la enseñanza del mismo, como vehículos de su recuperación. El fin último de la Ley es lograr, a través de la promoción del valenciano, su equiparación efectiva con el castellano y garantizar el uso normal y oficial de ambos idiomas en condiciones de igualdad, desterrando cualquier forma de discriminación lingüística.

### Creación de la Acadèmia Valenciana de la Llengua (1998)
En 1997 los dos grandes partidos de las Cortes Valencianas, el PP y el PSPV-PSOE, con el conocimiento de otras formaciones políticas, se propusieron acabar con el conflicto político que se vivía desde hacía más de veinte años alrededor de la lengua (los secesionistas seguían defendiendo las Normas del Puig de 1981 a pesar de que la inmensa mayoría de los escritores y de las publicaciones en valenciano, así como la propia Generalidad, usaban las Normas de Castellón de 1932). Eran conscientes de que el conflicto estaba poniendo en peligro los avances (relativos) conseguidos en la normalización lingüística del valenciano con la aplicación de la Ley de uso y enseñanza del valenciano de 1983 o con la creación en 1989 de la Radiotelevisión Valenciana. La vía elegida fue pedir un dictamen al Consell Valencià de Cultura sobre las cuestiones lingüísticas, tomando como base los fundamentos históricos y científicos.

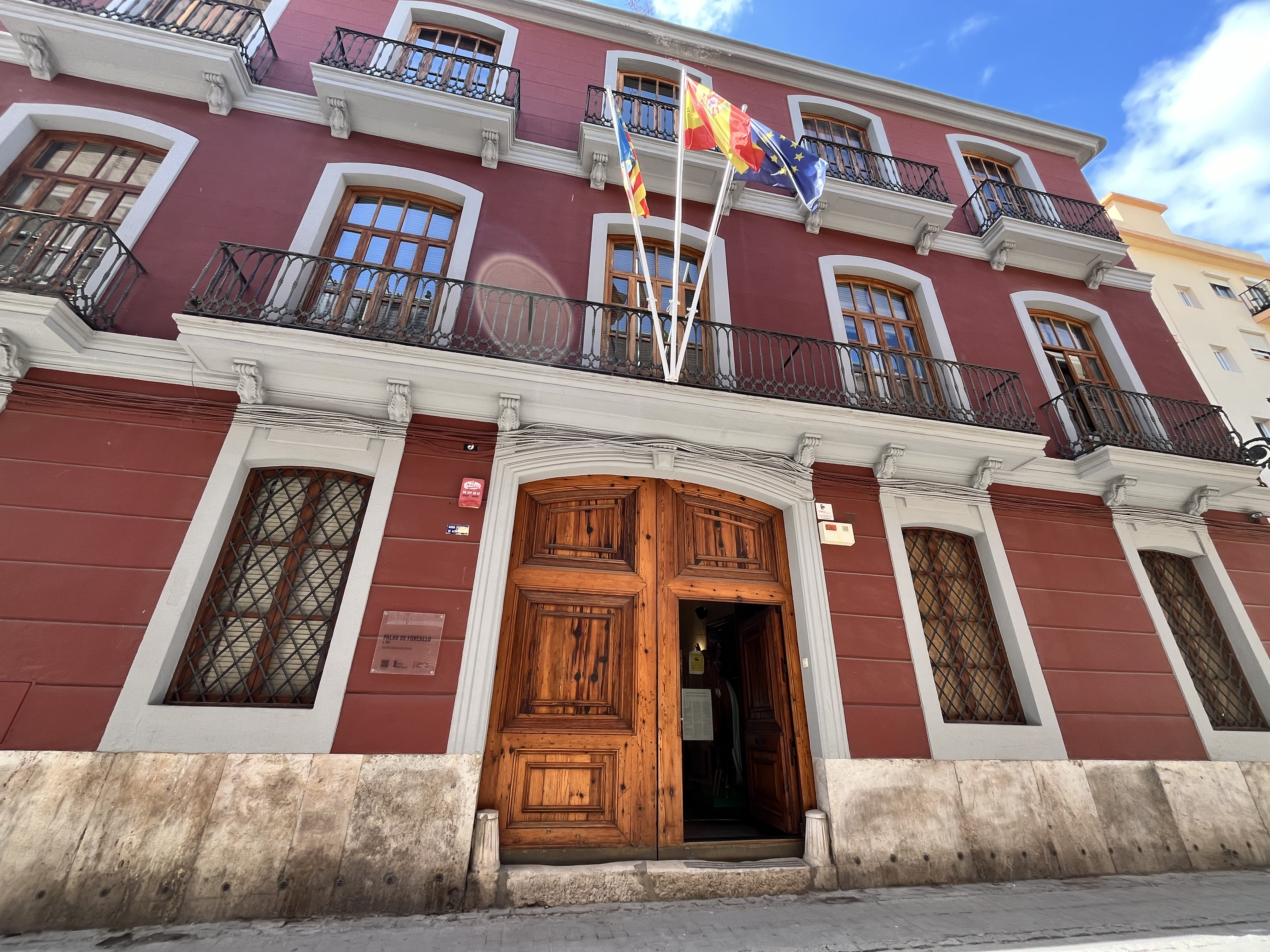
Palau de Forcalló de Valencia, sede del Consell Valencià de Cultura. El día de la votación del Dictamen sobre el valenciano, 13 de julio de 1998, fue rodeado por grupos «blaveros» y sus miembros tuvieron que abandonar el edificio escoltados por la policía.

El Consell Valencià de Cultura convocó a las entidades representativas de las dos posiciones lingüísticas mayoritarias (Lo Rat Penat y la Real Academia de Cultura Valenciana, entre los secesionistas, además de otras ocho; las cuatro universidades públicas valencianas de entonces, el Institut Interuniversitari de Filologia Valenciana y la Societat Castellonenca de Cultura, entre los seguidores de las Normas de Castellón, también además de otras ocho) y oídos los argumentos expuestos por cada una de ellas aprobó el Dictamen solicitado en un pleno extraordinario celebrado el 13 de julio de 1998 por quince votos a favor, tres en contra y dos abstenciones (ese día grupos «blaveros» habían rodeado la sede del Consell de Cultura, el Palau de Forcalló, por lo que los consejeros tuvieron que abandonar el edificio escoltados por la policía).
En el Dictamen se reconocía que las Normas de Castellón de 1932 habían sido «seguidas durante cuarenta años sin problemas por los literatos valencianos», aunque «desde los años setenta, esta normativa ha sido contestada por sectores culturales y políticos». Asimismo se constataba que la «clara mejoría en el nivel de consideración y de prestigio social del valenciano» que se había producido desde la aprobación del Estatuto de Autonomía de 1981 se había visto obstaculizada por el conflicto sobre el nombre, la naturaleza y la normativa de la lengua propia de los valencianos, además de que dificultaba «la vertebración social de nuestro pueblo». En consecuencia se proponía que «nuestra lengua propia sea sustraída a partir de ahora del debate partidista cotidiano y se convierta así en el objeto de un debate sereno entre los partidos con el fin de alcanzar los consensos más amplios posibles», «conjurando así el peligro verdadero de una desaparición inminente», tras constatar la existencia de una situación de diglosia, una «situación de desafección lingüística, con un empobrecimiento y una castellanización del habla cotidiana francamente alarmantes».
La naturaleza de la lengua constituyó el punto más conflictivo del debate entre los miembros del Consell de Cultura, alcanzándose finalmente una solución de compromiso que decía lo siguiente: «El valenciano, idioma histórico y propio de la Comunidad Valenciana, forma parte del sistema lingüístico que los correspondientes Estatutos de autonomía de los territorios hispánicos de la antigua Corona de Aragón reconocen como lengua propia». Una fórmula que reconocía la unidad de la lengua (el valenciano pertenecía al mismo «sistema lingüístico» que el catalán hablado en Cataluña y en las Islas Baleares) pero lo suficientemente ambigua para que fuera aceptada mayoritariamente. En cuanto a la normativa, se recomendaba que se considerara a las Normas de Castellón como el punto de partida «para la normativización consolidada de nuestra lengua propia», sin hacer ninguna mención a las Normas del Puig. Finalmente el Dictamen proponía la creación por la vía de urgencia de una Academia Valenciana de la Llengua como ente de referencia normativa del valenciano, y cuyos veintiún miembros debían ser elegidos por las Cortes Valencianas por mayoría de dos tercios entre expertos en valenciano «con una acreditada competencia científica y académica» o «destacadas personalidades de las letras y de la enseñanza con una competencia lingüística y una producción reconocidas en el campo del valenciano».
En septiembre de 1998, sólo dos meses después de haberse hecho público el Dictamen del Consell Valencià de Cultura, las Cortes Valencianas aprobaban la ley por la que se creaba la Acadèmia Valenciana de la Llengua, cuyo contenido se ajustó a las propuestas del Dictamen (reproducido íntegramente en el Preámbulo de la ley). Sin embargo, la Academia no se constituiría hasta tres años después, que fue el tiempo que tardaron los dos principales partidos valencianos, PP y PSPV-PSOE, en consensuar los nombres de sus veintiún miembros. Su primer acuerdo normativo, adoptado el 25 de marzo de 2002 por dieciocho votos a favor y solo dos abstenciones, oficializó el corpus ortográfico y gramatical basado en las Normas de Castellón y seguido por la Consejería de Educación desde la implantación del valenciano, dejando fuera del ámbito oficial cualquier otra normativa, como las Normas del Puig.
Tres años después, el 9 de febrero de 2005, la Academia aprobaba el «Dictamen sobre els principis i criteris per a la defensa de la denominació i l'entitat del valencià» ('Dictamen sobre los principios y criterios para la defensa de la denominación y la entidad del valenciano') en el que se afirmaba que «la lengua propia e histórica de los valencianos, desde el punto de vista de la filología, es también la que comparten las comunidades autónomas de Cataluña y de las Islas Baleares y el Principado de Andorra» y otros territorios de la antigua Corona de Aragón, y que las «diferentes hablas de todos estos territorios constituyen una lengua, es decir, un mismo sistema lingüístico». En cuanto al nombre de la lengua afirmaba «que el término más adecuado para designar la lengua propia en la Comunidad Valenciana es el de valenciano», aunque considerada «plenamente válida la denominación de lengua valenciana», sin que ello implique considerarlo un idioma diferente del compartido con los otros territorios. De hecho, en el Dictamen se afirmaba que en España «hay dos denominaciones igualmente legales para designar esta lengua», la de valenciano, según nuestro estatuto, y la de catalán, según los estatutos de Cataluña y las Islas Baleares.
Tras la reforma del Estatuto de Autonomía aprobada en 2006 en el artículo dedicado a la cuestión lingüística (ahora el 6) se añadió un último punto que establecía que «L'Academia Valenciana de la Llengua es la institución normativa del idioma valenciano», expresión esta última que no aparecía en el Estatuto de 1982, y que también recogía la nueva redacción del punto 1 del artículo 7 de 1982, ahora dividido en dos. En el punto 6.1 se dice que «la lengua propia de la Comunitat Valenciana es el valenciano» y en el 6.2 que «el idioma valenciano es el oficial de la Comunitat Valenciana, al igual que lo es el castellano, que es el idioma oficial del Estado. Todos tienen derecho a conocerlos y a usarlos y a recibir la enseñanza del, y en, idioma valenciano». La reforma dedicaba un artículo específico (el 41) a la Academia Valenciana de la Llengua:

L'Acadèmia Valenciana de la Llengua, institució de la Generalitat de carácter públic, té per funció determinar i elaborar, en el seu cas, la normativa lingüística de l'idioma valencià.
La normativa lingüística de l'Acadèmia Valenciana de la Llengua és d'aplicació obligatòria a totes les administracions públiques de la Comunitat Valenciana.
Quant al procediment del nomenament dels seus membres, funcions, facultats, estatut y duració del mandat, caldrá ajustar-se al que dispose la Llei de Les Corts que ho regule.
L'Acadèmia Valenciana de la Llengua, institución de la Generalitat de carácter público, tiene por función determinar y elaborar, en su caso, la normativa lingüística del idioma valenciano.
La normativa lingüística de l'Academia Valenciana de la Llengua será de aplicación obligatoria en todas las administraciones públicas de la Comunitat Valenciana.
En cuanto al procedimiento del nombramiento de sus miembros, funciones, facultades, estatuto y duración del mandato, habrá que ajustarse a lo que disponga la Ley de Les Corts que lo regule.